# Unsigned & Still Major: Da Album Before da Album
Unsigned & Still Major: Da Album Before da Album – debiutancki album amerykańskiego rapera Soulja Boy Tell 'Ema. Został wydany niezależnie w 2007 roku.

## Lista utworów
| #  | Tytuł                         | Producent(ci)         | Goście           | Czas |
| -- | ----------------------------- | --------------------- | ---------------- | ---- |
| 1  | "I Got Me Some Bapes (Remix)" | Soulja Boy Tell 'Em   | Arab & Jibbs     | 3:54 |
| 2  | "I'm So Dope Boy"             | Soulja Boy Tell 'Em   |                  | 3:44 |
| 3  | "Stacks On Deck"              | Soulja Boy Tell 'Em   |                  | 3:40 |
| 4  | "Stop Then Snap"              | Soulja Boy Tell 'Em   |                  | 3:28 |
| 5  | "Crank Dat Dance"             | Soulja Boy Tell 'Em   | T.C. Too Crunk   | 3:46 |
| 6  | "Booty Meat"                  | Soulja Boy Tell 'Em   |                  | 3:36 |
| 7  | "Ain't Got No Money"          | Soulja Boy Tell 'Em   |                  | 3:53 |
| 8  | "I Got Me Some Bapes"         | Soulja Boy Tell 'Em   | Arab             | 3:53 |
| 9  | "We Dem 30-30 Boyz"           | Soulja Boy Tell 'Em   | Arab             | 3:40 |
| 10 | "Crank That Jump Rope"        | A-Dub                 |                  | 3:47 |
| 11 | "Look At Me"                  | Soulja Boy Tell 'Em   |                  | 3:40 |
| 12 | "Talking Shit"                | Soulja Boy Tell 'Em   | Arab             | 3:37 |
| 13 | "Do The Right Thing"          | Soulja Boy Tell 'Em   | Arab & Yung Pimp | 4:16 |
| 14 | "Bring That Beat Back"        | Muscogee (Young Folk) |                  | 3:09 |
| 15 | "Cool Type Dude"              | Andrew Canton         |                  | 3:31 |
| 16 | "Give Me A High Five"         | Soulja Boy Tell 'Em   |                  | 3:58 |
| 17 | "Tonight"                     |                       |                  | 3:42 |
| 18 | "I'm The Hustle Man"          | Soulja Boy Tell 'Em   |                  | 4:11 |
| 19 | "Wuzhannanan"                 | Soulja Boy Tell 'Em   |                  | 3:57 |